# 巴拿馬草
巴拿馬草（学名：Carludovica palmata）为巴拿馬草科巴拿馬草屬下的一个种。

## 参考文献

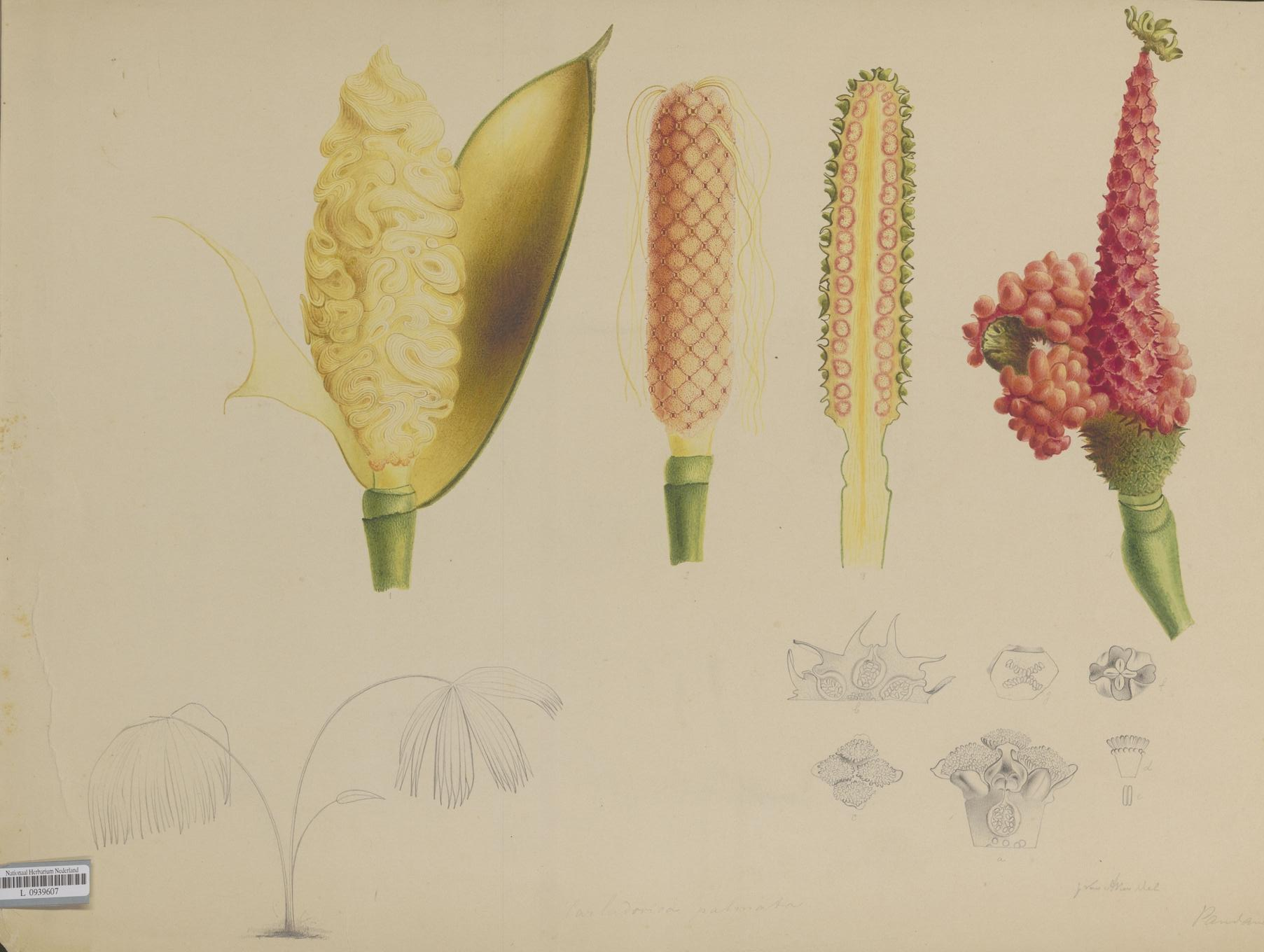
Carludovica palmata. J. van Aken, 1860-1870